# Шарл Дил
Шарл Дил (на френски: Charles Diehl) (19 януари 1859, Страсбург – 1 ноември 1944, Париж) е френски учен, историк византолог.

## Биография
Автор на много произведения за историята на Византия и на византийското изкуство. През 1899 – 1934 г. е професор в Сорбоната.
От 1910 г. е член на Френската академия на надписите и художествената литература. През 1925 г. става чуждестранен член-кореспондент на Академията на науките на СССР.
Сред по-значимите му творби са Юстиниан и византийската цивилизация през 6 век (1901), Византийските портрети (1906 – 1908), История на Византийската империя (1919) и Основните проблеми на византийската история (1943).